# ISS-Expeditie 19
 ISS Expeditie 19 is de negentiende missie naar het International Space Station. De eerste 2 bemanningsleden Gennady Padalka en Michael Barratt werden gelanceerd op 25 maart 2008 met de Sojoez TMA-14.
Als de STS-127 op tijd gelanceerd wordt zullen zij vergezeld worden door de Amerikaan Timothy Kopra van de NASA die zal worden gelanceerd aan boord van de Space Shuttle Endeavour op 15 mei 2009 en zal een bemanningslid in de laatste fase van Expeditie 19. Omdat de bemanning van 3 naar 6 wordt vergroot komt er ook een verkorting van de duur van de expedities van 6 naar 3 maanden.

## Bemanning

### Eerste deel - 3 bemanningsleden (maart 2009 - mei 2009)
- Gennady Padalka (3), bevelhebber - RSA
- Michael Barratt (1), vluchtingenieur 1 - NASA
- Koichi Wakata (3), vluchtingenieur 2 - JAXA

### Tweede deel - 3 bemanningsleden (mei 2009)
- Gennady Padalka (3), bevelhebber- RSA
- Michael Barratt (1), Vlucht Ingenieur 1 - NASA

Het nummer tussen haakjes duidt aan hoeveel missies de astronaut gevlogen zal hebben na ISS Expeditie 19 

## Back Up Crew
- Jeffrey Williams  Verenigde Staten (voor Barratt)
- Maksim Surajev  Rusland (voor Padalka)
- Timothy Creamer  Verenigde Staten (voor Kopra)
- Soichi Noguchi  Japan (voor Wakata)